# Casino's van Macau
De casino's in Macau vormen een belangrijk deel van de lokale economie. Dit is al zo sinds het midden van de negentiende eeuw toen de Portugese overheid er voor het eerst gokken toestond. Het eerste casino monopolie werd toegezegd aan de Tai Xing Company in 1937. In 1961 gaf de overheid toestemming aan de Sociedade de Turismo e Diversoes de Macau (STDM) om het gokmonopolie over te nemen. De licentie werd in 1986 verlengd voor nog eens 15 jaar maar liep af in 2001. Sociedade de Turismo e Diversoes de Macau was opgericht door Stanley Ho, Teddy Yip, Yip Hon en Henry Fok maar kwam in de loop der jaren volledig in handen van tycoon Stanley Ho en zijn familie.
Eind 2001 werd het monopolie op de casinomarkt in Macau opengebroken en sindsdien willen veel casinobazen uit Las Vegas er zich vestigen. Het ene na het andere gokresort wordt er uit de grond gestampt. Qua gokopbrengsten is Macau sinds 2006 Las Vegas al voorbijgestreefd.

## Nieuwe casino's
Een overzicht met enkele (geplande) casino's in Macau:
| Naam casino         | (Geplande) opening | Kosten           | Verdiepingen | Hotelkamers | Speeltafels | Slots    |
| ------------------- | ------------------ | ---------------- | ------------ | ----------- | ----------- | -------- |
| The 13              | Medio 2018         | 1,1 miljard euro | onbekend     | 200         | onbekend    | onbekend |
| City of Dreams      | 1 juni 2009        | 750 miljoen euro | onbekend     | 2000        | 450         | 3000     |
| Galaxy              | 15 mei 2011        | 1.5 miljard euro | 25           | 2200        | 600         | 1200     |
| Grand Lisboa        | 11 februari 2007   | 300 miljoen euro | 47           | 430         | 300         | 100      |
| Grand Lisboa Palace | Medio 2019         | 3,7 miljard euro | onbekend     | 2000        | 700         | 1200     |
| MGM                 | 18 december 2007   | 750 miljoen euro | 35           | 600         | 300         | 1000     |
| MGM Cotai           | 13 februari 2018   | 2,7 miljard euro | 35           | 1400        | 500         | 2500     |
| The Parisian        | 13 september 2016  | 2 miljard euro   | onbekend     | 3000        | 400         | 2500     |
| Ponte 16            | 1 februari 2008    | 240 miljoen euro | 20           | 420         | 150         | 320      |
| Sands               | 18 mei 2004        | 280 miljoen euro | 8            | 51          | 740         | 1254     |
| Sands Cotai Central | 11 april 2012      | 3,2 miljard euro | 38           | 6000        | 530         | 1700     |
| StarWorld           | 19 oktober 2006    | 295 miljoen euro | 33           | 500         | 290         | 371      |
| Studio City         | 27 oktober 2015    | 1.4 miljard euro | onbekend     | 1600        | 400         | onbekend |
| The Venetian        | 28 augustus 2007   | 1.8 miljard euro | 39           | 3000        | 700         | 6000     |
| Wynn                | 5 september 2006   | 925 miljoen euro | 24           | 600         | 200         | 350      |
| Wynn Palace         | 22 augustus 2016   | 3,5 miljard euro | 29           | 1706        | 350         | 1145     |

Bron: o.a. South China Morning Post, okt. 2006.

## Afbeeldingen

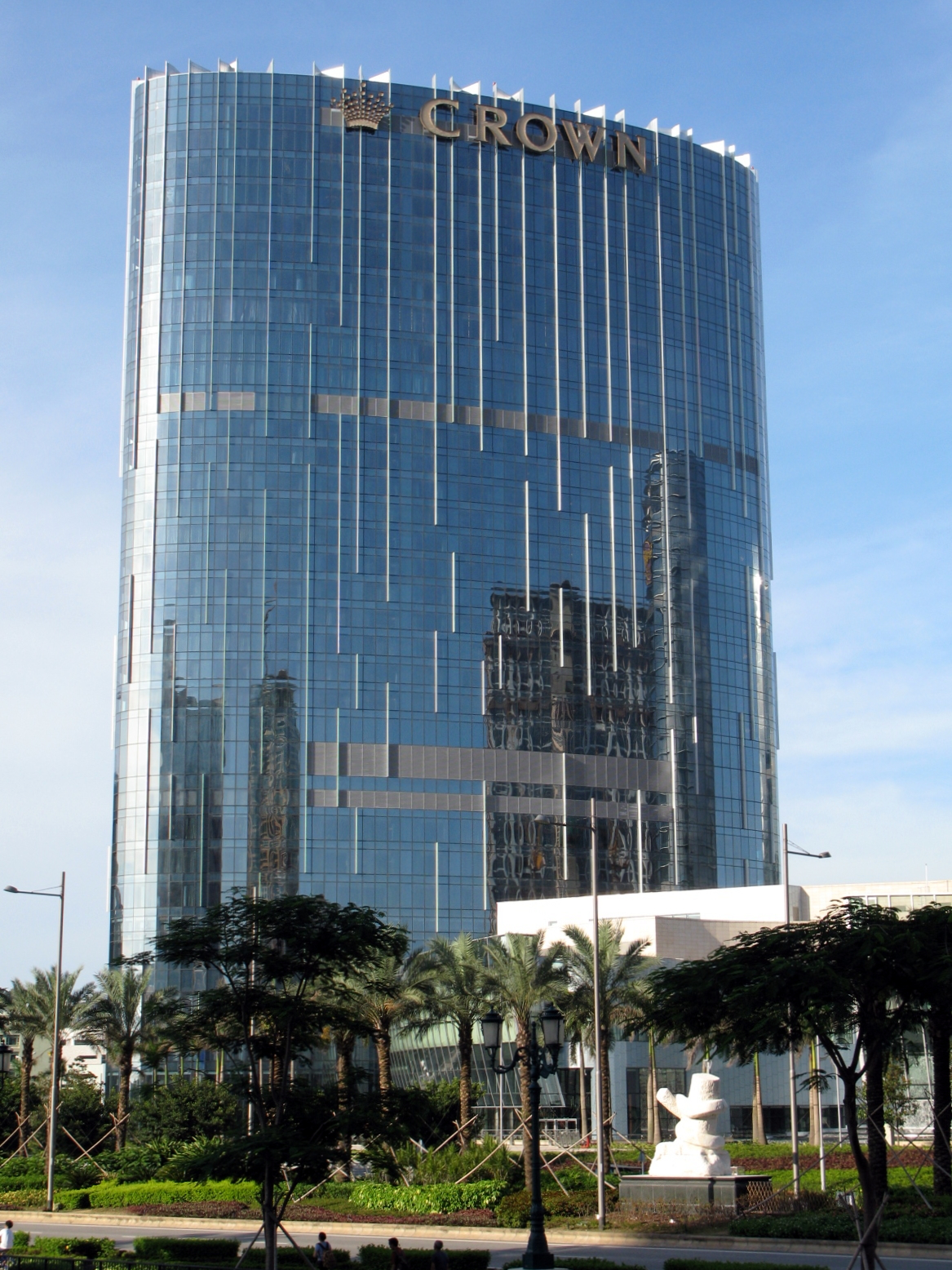
Crown Macau
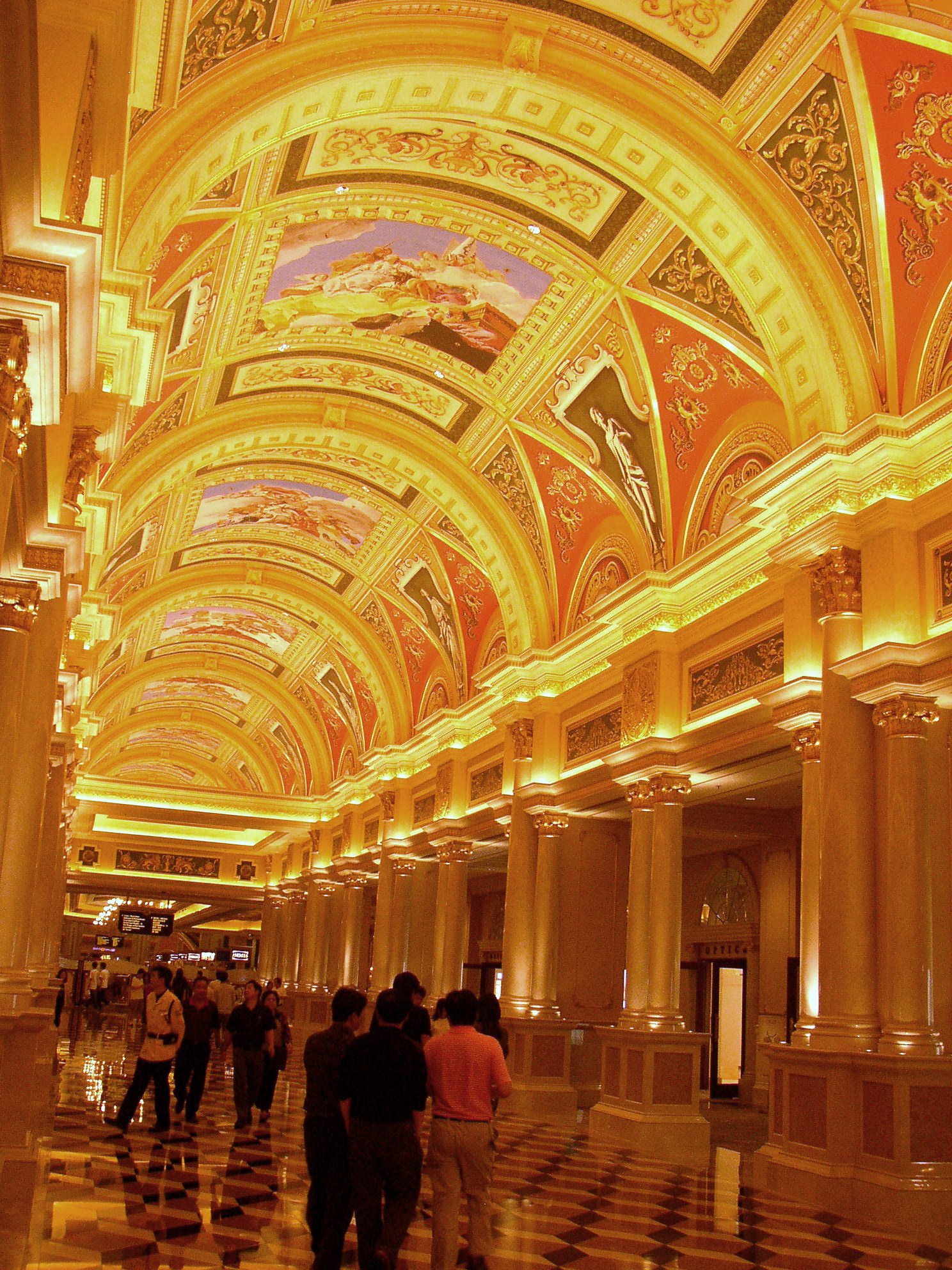
Venetian Macau, entree
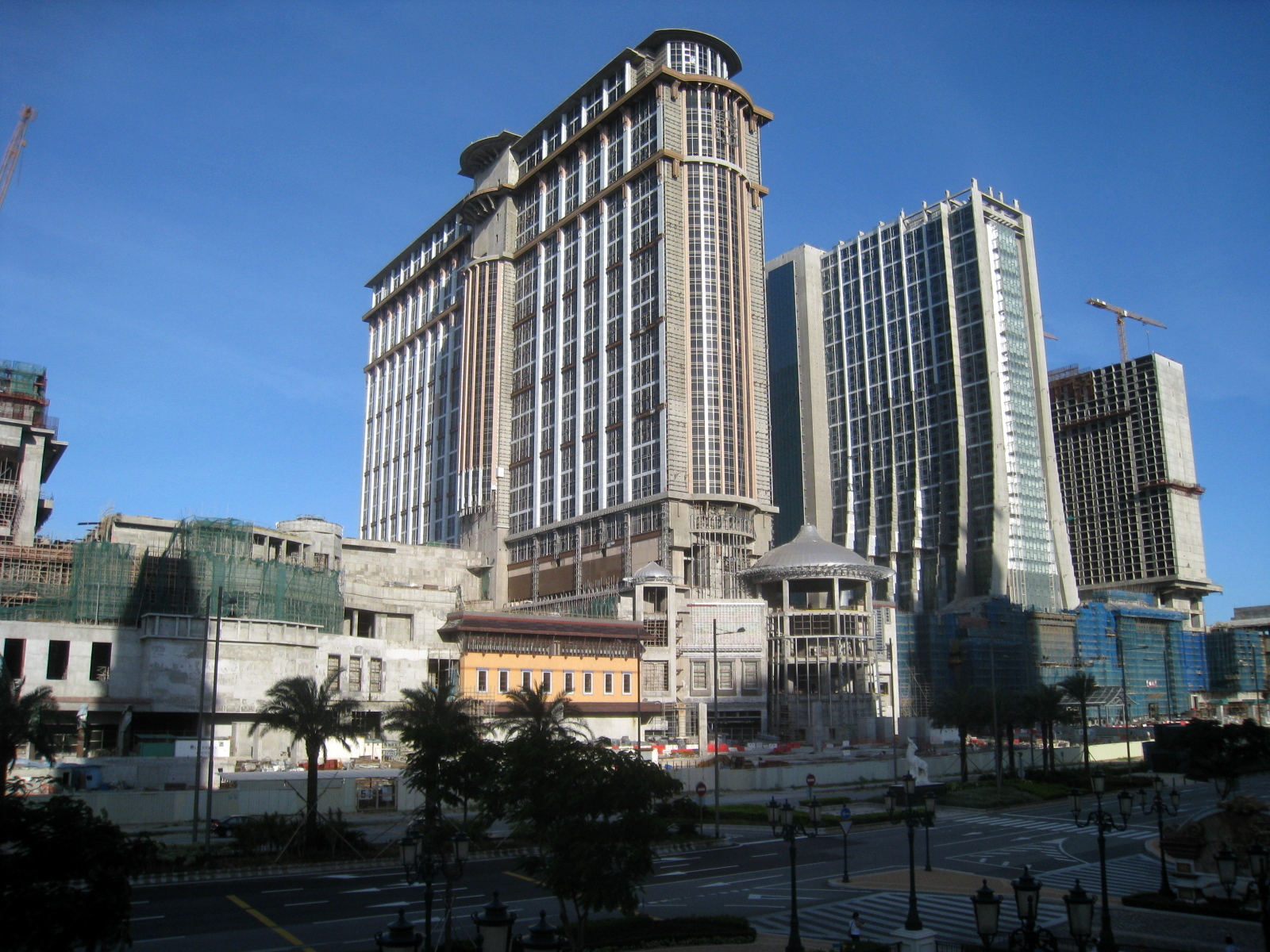
St. Regis
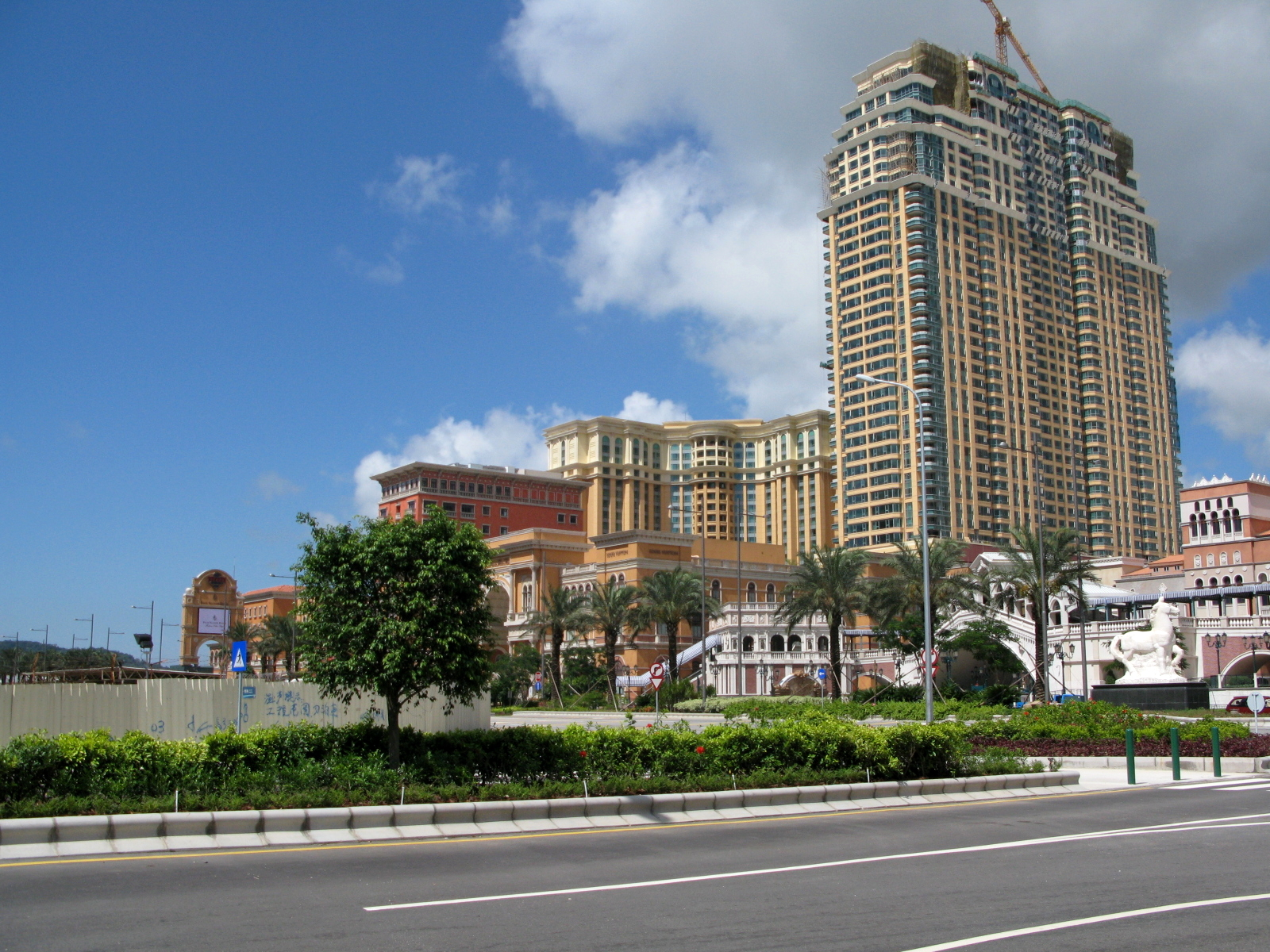
Four Seasons
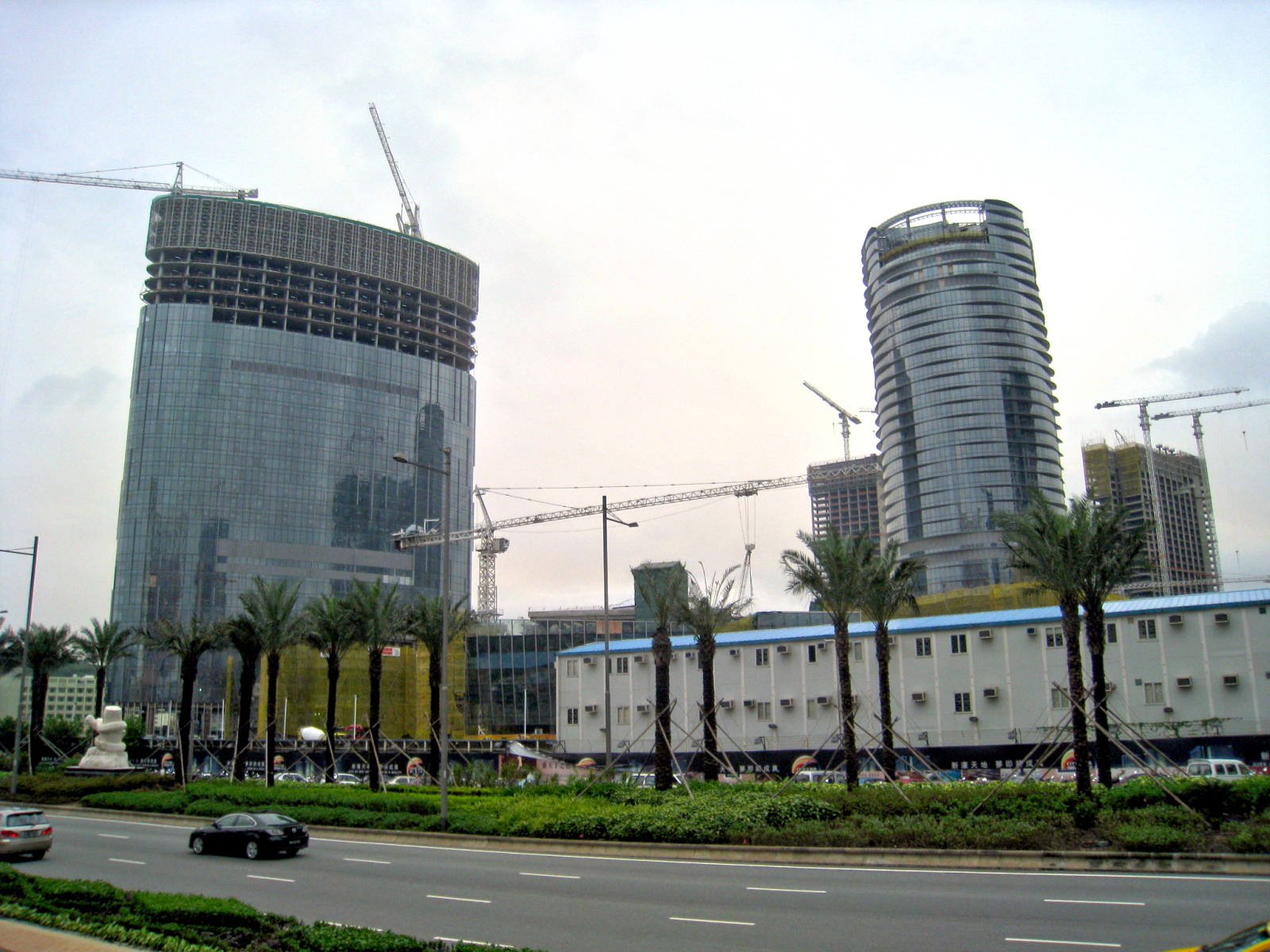
City of Dreams
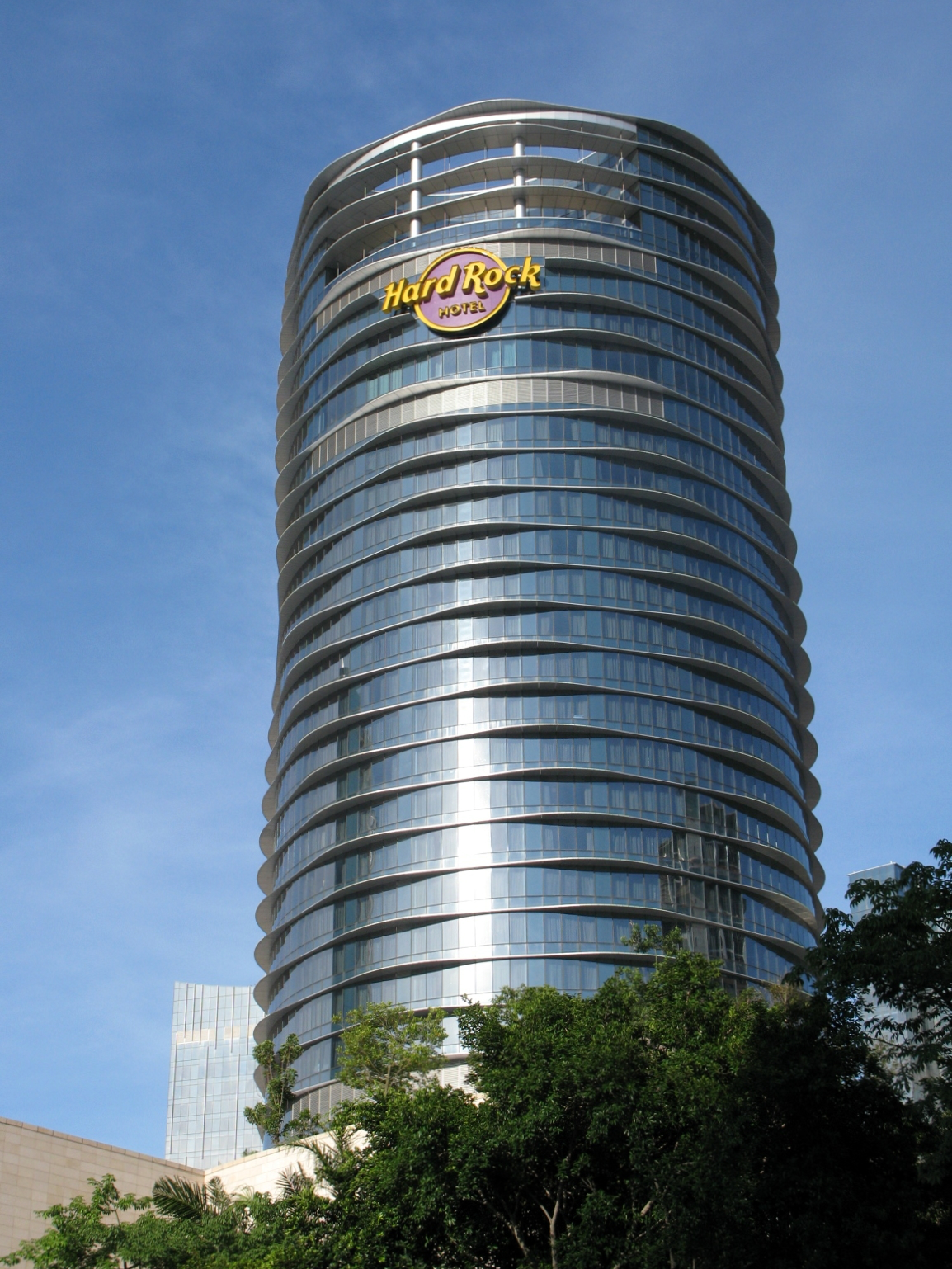
The Countdown
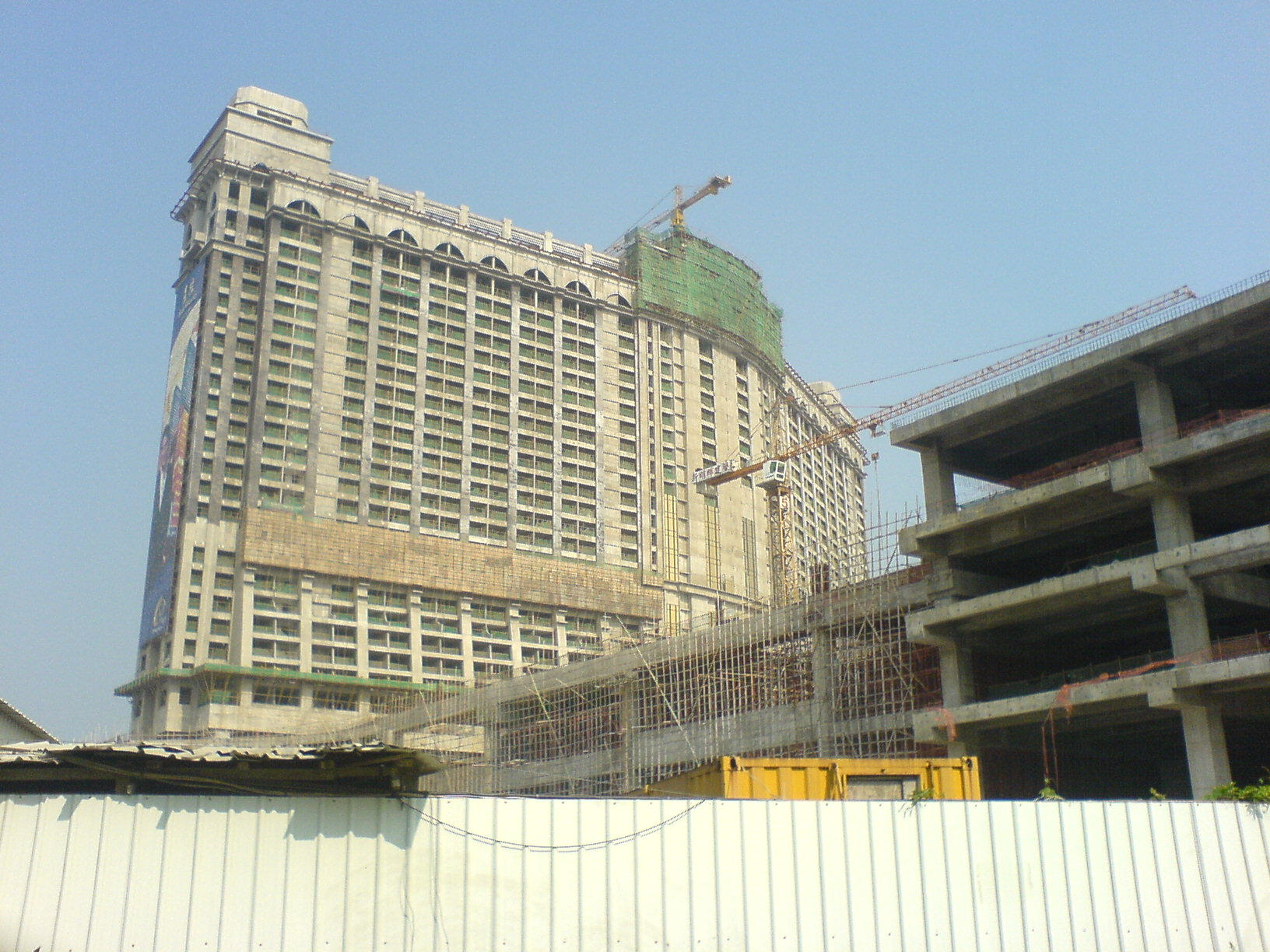
Galaxy